# HD 46089
HD 46089，又名BD+11 1209，SAO 95788、HR 2375，是一颗恒星，视星等为5.23，位于銀經200.44，銀緯0.95，其B1900.0坐标为赤經6h 26m 13.6s，赤緯+11° 0.95′ 50″。